# توني برونو
توني برونو (بالإنجليزية: Tony Bruno)‏ هو معلق رياضي أمريكي، ولد في 13 يونيو 1952 في فيلادلفيا في الولايات المتحدة.